# Penumbra (seria)
Penumbra – seria trzech komputerowych gier przygodowych stworzonych przez studio Frictional Games i wydanych przez Paradox Interactive oraz Lexicon Entertainment. Na trylogię składają się:
- Penumbra: Przebudzenie
- Penumbra: Czarna plaga
- Penumbra: Requiem

## Muzyka
Ścieżkę dźwiękową do wszystkich części serii stworzył Fin Mikko Tarmia. Została ona wydana 8 stycznia 2010 roku w wersji cyfrowej oraz na płycie kompaktowej.
| Penumbra Soundtrack - Special Edition – 2007 | Penumbra Soundtrack - Special Edition – 2007 | Penumbra Soundtrack - Special Edition – 2007 |
| Nr                                           | Tytuł utworu                                 | Długość                                      |
| -------------------------------------------- | -------------------------------------------- | -------------------------------------------- |
| 1.                                           | „A letter from Red”                          | 4:03                                         |
| 2.                                           | „Water tunnels”                              | 2:13                                         |
| 3.                                           | „Close to evil”                              | 1:53                                         |
| 4.                                           | „Original Penumbra theme”                    | 2:15                                         |
| 5.                                           | „Residential corridors”                      | 1:32                                         |
| 6.                                           | „Infected is near I”                         | 1:47                                         |
| 7.                                           | „Light inside darkness”                      | 2:58                                         |
| 8.                                           | „Theme for Overture”                         | 2:50                                         |
| 9.                                           | „Iron mine”                                  | 2:15                                         |
| 10.                                          | „Cells”                                      | 2:10                                         |
| 11.                                          | „Overture intro theme”                       | 2:05                                         |
| 12.                                          | „Spider attack (alternative version)”        | 1:43                                         |
| 13.                                          | „Ice cave”                                   | 2:07                                         |
| 14.                                          | „A moment of relief”                         | 3:00                                         |
| 15.                                          | „Theme for Black Plague”                     | 2:21                                         |
| 16.                                          | „Kennel area”                                | 2:25                                         |
| 17.                                          | „Chemical laboratory”                        | 2:10                                         |
| 18.                                          | „Infected is near II”                        | 2:06                                         |
| 19.                                          | „Black Plague ending (alternative version)”  | 2:03                                         |
| 20.                                          | „Run!”                                       | 1:51                                         |
| 21.                                          | „Library (alternative version)”              | 2:30                                         |
| 22.                                          | „Farewell for Dr. Swanson”                   | 1:41                                         |
| 23.                                          | „Theme for Requiem”                          | 1:59                                         |
| 24.                                          | „Mining room”                                | 2:05                                         |
| 25.                                          | „Hive mind”                                  | 2:15                                         |
| 26.                                          | „Mess hall”                                  | 2:27                                         |
| 27.                                          | „Requiem ending”                             | 2:00                                         |
|                                              |                                              | 1:00:44                                      |